# Plotting
Plotting es un videojuego arcade publicado por la empresa Taito en 1989.